# 大口屯站
大口屯站，位于中国天津市宝坻区大口屯镇，是津蓟铁路上的一个四等站，建于1964年，1965年1月1日开通运营，由中国铁路北京局集团天津车务段管辖。